# Батманов, Семён Михайлович
Семён Михайлович Батманов (1883, Рязанская губерния — после 1932 года) — делегат Всероссийского Учредительного собрания, эсер.

## Биография
Семён Батманов родился в апреле 1883 года в селе Урусово Раненбургского уезда Рязанской губернии в мещанской семье. Окончив церковно-приходскую школу, в 1904 году он начал работать наборщиком в типографии Сытина в Москве, а с 1908 — в различных типографиях города Тамбова.
Впервые Батманов был замечен как участник революционного движения в 1902 году. По взглядам он изначально был близок к социал-демократам, затем — к эсерам. Был арестован 15 февраля 1904 года и привлечён по делу Московской социал-демократической организации (позже дознание было прекращено).
Батманов был участником Московского восстания 1905 года, в результате которого он был арестован на собрании боевых дружин в реальном училище Фидлера. В 1917 году он был избран членом Учредительного собрания по Тамбовскому избирательному округу от эсеров и Совета крестьянских депутатов (список № 1). Семён Михайлович участвовал в заседании-разгоне Собрания от 5 января 1918 года.
В советское время Батманов работал в трудовой артели. В 1931 году был осужден на 5 лет исправительно-трудовых работ, но в июле 1932 года был освобожден (досрочно) и выслан на Урал. Дальнейшая его судьба неизвестна. Реабилитирован.